# Avlóna
« Avlona » redirige ici.  Pour la ville albanaise, voir Vlora.
Avlona (en grec : Αυλών/Αυλώνας) est un ancien dème (municipalité) de l'île d'Eubée, en Grèce. Depuis la réforme Kallikratis (2011), c'est un district municipal du dème de Kymi-Aliveri.
Son siège était le village d'Avlonari.